# Lonicera maackii
Lonicera maackii là một loài thực vật có hoa trong họ Kim ngân. Loài này được (Rupr.) Maxim. mô tả khoa học đầu tiên năm 1859.

## Hình ảnh

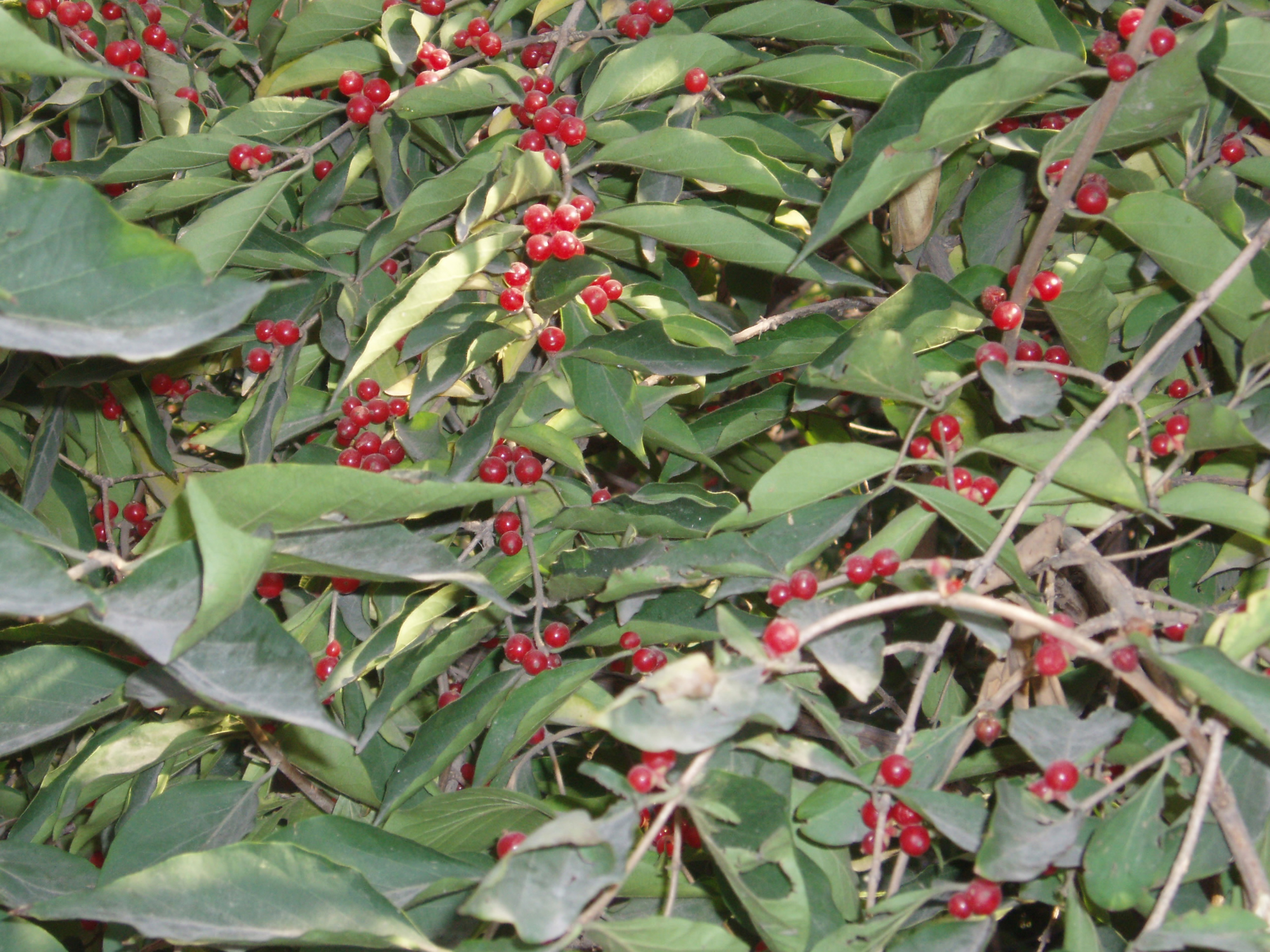
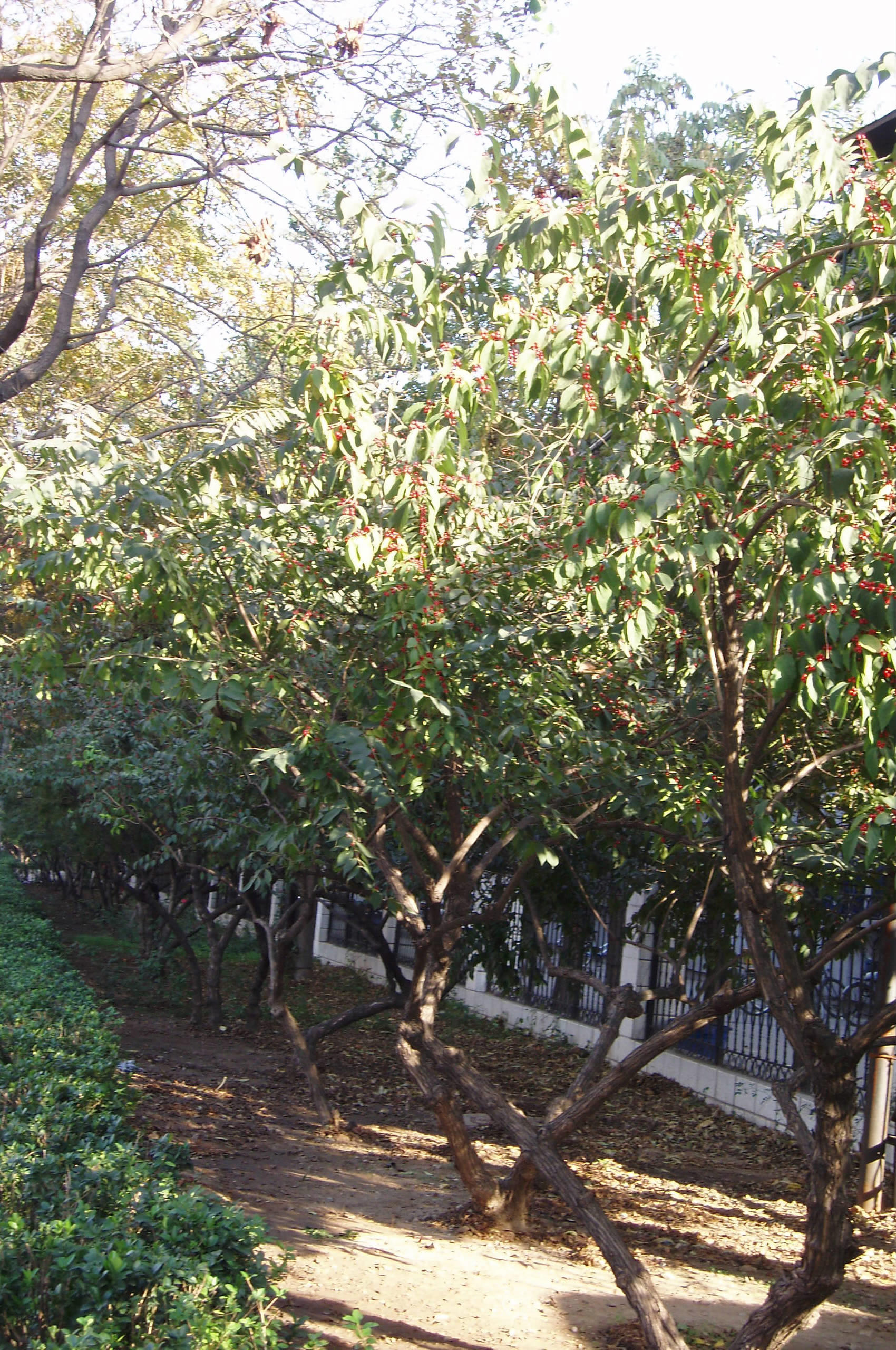
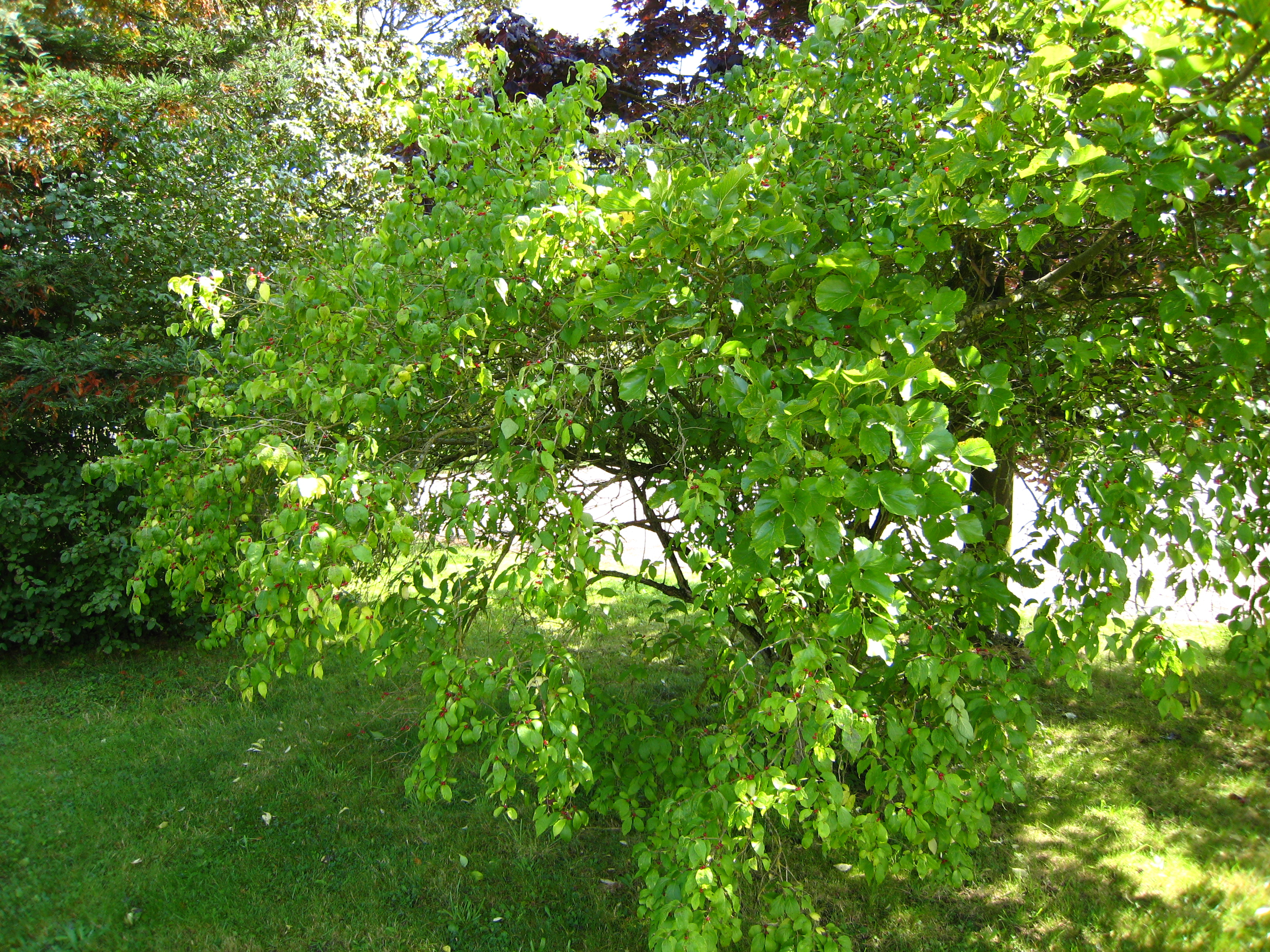
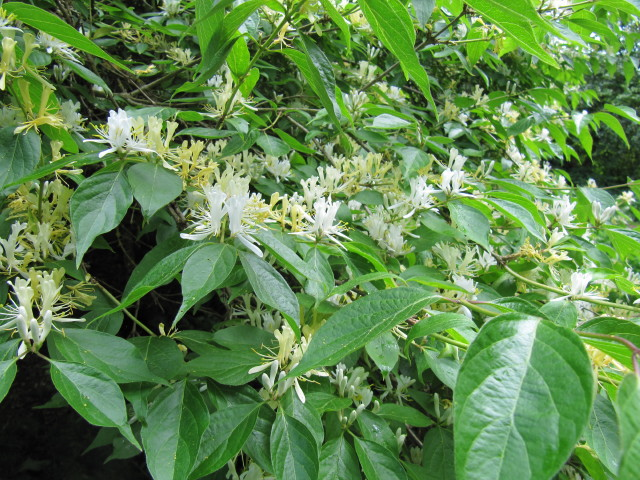